# ياسوهيرو أوكوياما
ياسوهيرو أوكوياما (باليابانية: 奥山 泰裕) (مواليد 21 نوفمبر 1985)، هو لاعب كرة قدم ياباني سابق كان يلعب كلاعب وسط.

## وصلات خارجية
- ياسوهيرو أوكوياما على موقع رابطة كرة القدم اليابانية للمحترفين (اليابانية)
- ياسوهيرو أوكوياما على موقع قاعدة بيانات كرة القدم.إي يو (الإنجليزية)
- ياسوهيرو أوكوياما على موقع Soccerway.com (الإنجليزية)
- ياسوهيرو أوكوياما على موقع عالم كرة القدم.نت (الإنجليزية)